# Hypolimnas euploeoides
Hypolimnas euploeoides is een vlinder uit de familie Nymphalidae. De wetenschappelijke naam van de soort is voor het eerst geldig gepubliceerd in 1915 door Lionel Walter Rothschild.